# 萨希塔尔·雷·乔德里
萨希塔尔·雷·乔德里（英語： Sushital Ray Chowdhary；1917年2月16日—1971年3月13日）是印度共产主义知识分子和革命者，积极参与纳萨尔派早期组织和建立印度共产党（马列）。是印共、印共（马）和印共（马列）的机关报编辑。

## 生平
1917年2月16日生于胡格利县。从加尔各答大学毕业后就加入了共产主义运动。 当选印度共产党胡格利县委员会书记，并在党刊《Swadhinata》、《Sambad》等杂志上撰写大量关于三一减租运动的文章。1947年后进入加尔各答县委员会，并作为马克思主义知识分子（与其他激进派如萨罗杰·杜塔一起）加入《Swadhinata》的编辑委员会。1964年印度共产党分裂后，加入印度共产党（马克思主义）。1967年印度大选前夕，印共（马）决定参加议会选举。1965年，他在《Chinta》杂志上发表一系列文章，认为党的纲领是“修正主义的”。
1967年，纳萨尔巴里起义爆发。萨希塔尔和其他加尔各答激进派支持纳萨尔巴里运动，在1967年5月建立纳萨尔巴里农民斗争援助委员会（Naxalbari Krishak Sangram Sahayak Samiti）。萨希塔尔任书记。 1967年9月，萨希塔尔和萨罗杰·杜塔以及其他来自加尔各答的人，还有查鲁·马宗达、卡努·桑亚尔等被逐出西里古里。
1967年11月12日，萨希塔尔在 Maniktala 的家中组织了一次为期两天的全印激进左派会议。 1968年5月，该组织采用了名称共产主义革命者全印协调委员会。萨希塔尔成为组织的喉舌 《爱国者》（孟加拉语）和《解放》（英语）的主编。1969年4月，组织改组为印度共产党（马列）。
在1970年的一次印共（马列）全国会议上，他和其他一些人之间开始出现裂痕。到1970年8月，萨希塔尔抱怨有些文章在他不知情的情况下出现在杂志上，尽管他是主编。 他还建议党应该讨论是否应该破坏像拉宾德兰特的人物雕像。之后萨希塔尔被解除编辑职务，虽然他仍是政治局委员，但被边缘化。
1971年初，萨希塔尔在地下活动期间死于心脏病。有传言说，他可能受到党内干部的攻击。